# Demba Ba
Demba Ba (Sèvres, 25 de maio de 1985) é um ex-futebolista senegalês nascido na França que atuava como atacante.

## Carreira

### Início
Ba nasceu em Sèvres, Hauts-de-Seine, e é o sexto de sete filhos. Ele cresceu em Saint-Valery-en-Caux, Seine-Maritime. Ele se juntou a um clube de jovens em Montgaillard em 1992, antes de jogar para Port Autonome entre 1999 e 2000, e depois para Frileuse entre 2000 e 2001.
Em 2001, retornou ao Ba Châtillon e trocou de clube indo para Montrouge. Ele jogou lá até 2004, altura em que ele decidiu se concentrar em seu futebol. Ele fez testes com o Olympique Lyonnais e depois com o Auxerre, os quais foram sem sucesso. Ele, então, deixou a França para participar em teste com clubes ingleses como Watford e Barnsley.

### Rouen
Ba assinou com o clube Rouen, porque os dois estavam se movendo para o clube francês Rouen em um contrato de um ano, e Ba teve uma temporada de grande sucesso com o clube.

### Mouscron
Clube belga Mouscron bateu a concorrência de inúmeros outros clubes para ganhar assinatura de Ba em 2006. Pontuação em cada um de seus três primeiros jogos, ele então pegou fraturas na sua tíbia e fíbula, e ficou fora de ação entre agosto de 2006 e abril de 2007. Depois de seu período de oito meses de recuperação, ele 7 sete gols em 9 jogos, e foi convocado pela primeira vez para a seleção nacional.

### Newcastle United

#### 2012-13
Ba tem sua temporada fora de um forte início de pontuação em uma vitória por 1 a 0 sobre o Monaco, em Landsberg am Lech, Alemanha em 16 de julho de 2012. Ele também marcou na vitória por 2 a 1 contra o Braga, que ajudou o Newcastle a ganhar o Troféu do Guadiana. No jogo do Newcastle contra o Tottenham da primeira liga, Ba abriu o placar com um chute de fora de área em uma vitória por 2 a 1. Em 17 de setembro de 2012, ele marcou seu gol 1000 na Premier League atuando pelo Newcastle, depois de marcar dois gols em um empate por 2 a 2 contra o Everton no Goodison Park. Em 29 de setembro, ele marcou para o terceiro jogo consecutivo como ele marcou duas vezes no empate 2 a 2 fora de casa, agora marcou com um voleio de primeira, o segundo no entanto uma polêmica que a bola atingiu o braço antes de ir para o gol.
Fez dois gols contra o Arsenal em 29 de dezembro, na última partida do Newcastle no ano de 2012. Sua equipe acabou perdendo o jogo por 7 a 3 no Emirates Stadium. Em 31 de dezembro, foi anunciado que o Chelsea estava interessado em Demba Ba e que pagaria sua multa rescisória, fazendo com que o Newcastle não escalasse o jogador para a rodada seguinte. Dias depois Demba Ba e o Chelsea já teriam chegado ao um acordo segundo á noticiários.

### Chelsea
Na abertura da janela de transferências do inverno europeu, mais precisamente no dia 3 de janeiro de 2013, foi confirmada sua ida para o Chelsea, por 7,5 milhões de libras (cerca de 23 milhões de reais). No clube londrino, Ba recebeu a camisa número 29.
Logo em sua estreia, marcou 2 gols na goleada do Chelsea sobre o Southampton, pelo placar de 5 a 1. Válida pela Copa da Inglaterra. Na sua estreia no Campeonato Inglês pelo Chelsea contra o Southampton, fez um gol mas a partida terminou em 2 a 2. Fez mais um gol pelo Chelsea em 2 de março, contra o West Bromwich. Marcou o gol sobre o United pela Copa da Inglaterra no dia 1 de abril, e classificou o time para ás semifinais contra o Manchester City. Nas semifinais chegou ao seu 6.º gol pelo Chelsea após marcar o primeiro gol do time contra o Manchester City na Copa da Inglaterra, mas acabou eliminado após a derrota por 2 a 1 em.
Nas quartas da Champions League de 2014, aos 41 minutos do segundo tempo em jogo acirrado contra o PSG que vinha de vitória em casa por 3x1, marcou seu 7° e mais importante gol no Chelsea, classificando os Blues para as semifinais. 14 de abril de 2013.

### Besiktas
Transferiu-se para o Besiktas em 18 de julho de 2014 pelo valor de £4.7m (Libras). Em sua estreia como titular pelo clube, marcou 3 gols na vitória de 3 x 1 sobre o Feyenoord pelos Play-Offs da UEFA Champions League.
Ba teve um óptimo início na Primeira Liga Turca, tendo marcado 8 golos em 10 jogos nas 12 primeiras semanas da temporada.

## Seleção nacional
Demba Ba teve um total de 18 jogos para o Senegal, marcando 4 gols. Ele marcou em sua estreia contra a Tanzânia, em junho de 2007.

## Vida Pessoal
Ba apoia a prática muçulmana. Ele observa o jejum durante o mês islâmico de Ramadã, junto celebrando seus objetivos através da realização de Sajdah.

### Número da camisa
Ba usava a camisa número 29 e depois no Hoffenheim passou a usar a 9, no West Ham United era camisa 21. No Newcastle, ele usava o número 19, porque o número 9 era usado por Papiss Cissé. A camisa 9 foi usada pela última vez por Andy Carroll durante a temporada 2010-11, antes de ser vendido para o Liverpool em janeiro. Com a sua forma goleador levando a sugestões de que ele poderia ter sido dado o número de Newcastle 9 desde o início, Ba disse que estaria mantendo o número 19 para o resto de sua carreira, uma vez que era especial para ele, por razões que ele possivelmente iria revelar depois que ele se aposentar. Depois de ingressar Chelsea, ele foi novamente dado o número disponível 29 camisa, com Paulo Ferreira ter 19.

## Estatísticas

### Clubes
| Clubes                  | Clubes                  | Clubes                  | Liga  | Liga | Copa Nacional   | Copa Nacional   | Copa da Liga      | Copa da Liga      | Continental | Continental | Total | Total |
| Temporada               | Clube                   | Liga                    | Jogos | Gols | Jogos           | Gols            | Jogos             | Gols              | Jogos       | Gols        | Jogos | Gols  |
| CFA                     | CFA                     | CFA                     | Liga  | Liga | Coupe de France | Coupe de France | Coupe de la Ligue | Coupe de la Ligue | Continental | Continental | Total | Total |
| ----------------------- | ----------------------- | ----------------------- | ----- | ---- | --------------- | --------------- | ----------------- | ----------------- | ----------- | ----------- | ----- | ----- |
| 2005–06                 | Rouen                   | CFA                     | 26    | 22   | 0               | 0               | –                 | –                 | –           | –           | 26    | 22    |
| Rouen                   | Rouen                   | Rouen                   | 26    | 22   | 0               | 0               | 0                 | 0                 | 0           | 0           | 26    | 22    |
| Belgian Pro League      | Belgian Pro League      | Belgian Pro League      | Liga  | Liga | Copa da Bélgica | Copa da Bélgica | Copa da Liga      | Copa da Liga      | Continental | Continental | Total | Total |
| 2006–07                 | Mouscron                | Belgian Pro League      | 12    | 8    | 0               | 0               | –                 | –                 | –           | –           | 12    | 8     |
| Mouscron                | Mouscron                | Mouscron                | 12    | 8    | 0               | 0               | 0                 | 0                 | 0           | 0           | 12    | 8     |
| Bundesliga              | Bundesliga              | Bundesliga              | Liga  | Liga | DFB-Pokal       | DFB-Pokal       | Outro             | Outro             | Continental | Continental | Total | Total |
| 2007–08                 | 1899 Hoffenheim         | 2. Bundesliga           | 30    | 12   | 0               | 0               | –                 | –                 | –           | –           | 30    | 12    |
| 2008–09                 | 1899 Hoffenheim         | Bundesliga              | 33    | 14   | 2               | 0               | –                 | –                 | –           | –           | 35    | 14    |
| 2009–10                 | 1899 Hoffenheim         | Bundesliga              | 17    | 5    | 1               | 0               | –                 | –                 | –           | –           | 18    | 5     |
| 2010–11                 | 1899 Hoffenheim         | Bundesliga              | 17    | 6    | 3               | 3               | –                 | –                 | –           | –           | 20    | 9     |
| Hoffenheim              | Hoffenheim              | Hoffenheim              | 97    | 37   | 6               | 3               | 0                 | 0                 | 0           | 0           | 103   | 40    |
| Premier League          | Premier League          | Premier League          | Liga  | Liga | FA Cup          | FA Cup          | Carling Cup       | Carling Cup       | Continental | Continental | Total | Total |
| 2010–11                 | West Ham United         | Premier League          | 12    | 7    | 1               | 0               | –                 | –                 | –           | –           | 13    | 7     |
| 2011–12                 | Newcastle United        | Premier League          | 34    | 16   | 0               | 0               | 2                 | 0                 | –           | –           | 36    | 16    |
| 2012–13                 | Newcastle United        | Premier League          | 20    | 13   | 0               | 0               | 0                 | 0                 | 2           | 0           | 22    | 13    |
| 2012–13                 | Chelsea                 | Premier League          | 14    | 2    | 6               | 4               | 2                 | 0                 | 1           | 1           | 22    | 7     |
| Total na Premier League | Total na Premier League | Total na Premier League | 80    | 38   | 7               | 4               | 4                 | 0                 | 2           | 0           | 93    | 42    |
| Total na carreira       | Total na carreira       | Total na carreira       | 215   | 105  | 12              | 6               | 4                 | 0                 | 2           | 0           | 233   | 111   |

### Seleção
| Seleção | Ano   | Jogos | Gols |
| ------- | ----- | ----- | ---- |
| Senegal | 2007  | 5     | 1    |
| Senegal | 2008  | 0     | 0    |
| Senegal | 2009  | 2     | 0    |
| Senegal | 2010  | 2     | 1    |
| Senegal | 2011  | 2     | 1    |
| Senegal | 2012  | 5     | 1    |
| Senegal | 2013  | 1     | 0    |
| Senegal | 2014  | 1     | 0    |
| Senegal | 2015  | 1     | 0    |
| Total   | Total | 19    | 4    |

## Títulos
Chelsea
- Liga Europa da UEFA: 2012-13

İstanbul Başakşehir
- Campeonato Turco: 2019–20

### Prêmios Individuais
- Jogador do Mês na Premier League: Dezembro de 2011